# Wadhurst
Wadhurst est une ville du Sussex de l'Est en Angleterre.

## Personnalités liées à la ville
- Caroline Augusta Foley Rhys Davids
- Jeff Beck
- Davina McCall
- Irfan Orga
- Hans Rausing

## Ville jumelée
Aubers (France)